# 페디버스
페디버스(fediverse) 또는 연합우주(聯合宇宙)는 마스토돈, 스레드, 미스키, 픽셀페드, 피어튜브, 레미와 같은 연합 소셜 네트워킹 서비스의 연합으로, 각 서비스의 사용자가 다른 서비스의 사용자와 통신할 수 있도록 되어 있다. 일반적으로 액티비티펍 프로토콜을 사용하여 수행된다.

## 역사
"fediverse"라는 용어는 GNU 소셜, 마스토돈 및 프렌디카 (Friendica)와 같은 OStatus 프로토콜을 사용하여 소프트웨어로 형성된 네트워크를 설명하기 위해 처음 사용되었다.
2018년 1월 W3C는 광범위한 서버 네트워크에서 실행되는 서로 다른 소프트웨어 패키지 간의 상호 운용성을 개선하기 위해 액티비티펍 프로토콜을 발표했다. 2019년까지 이전에 OStatus를 사용하던 대부분의 소프트웨어가 액티비티펍으로 전환되었으며 "fediverse"라는 용어는 액티비티펍 기반 연합 네트워크를 나타내게 되었다.

## 기능

### 호환성
페디버스의 모든 서버는 액티비티펍 프로토콜을 활용하여 타임라인을 공유한다.
검색 기능과 같은 세부 구현 사항은 주요 진영에 따라 달라진다.
예를 들어, Mastodon 간에는 v4.2.0부터 서버 간 검색 기능 호환이 가능하며, 이용자가 이를 선택하도록 되어 있다. Misskey 간에는 이용자 동의 없이 서버에 인식되 게시물의 검색 기능을 제공한다. Mastodon과 Misskey 간의 검색은 호환되지 않는다.

### 릴레이
액티비티펍 프로토콜은 팔로잉을 통해 서버가 타임라인 데이터를 병합한다. 신생 서버 및 소규모 이용자의 서버는 정보 교환이 쌍방에 이르지 못할 수 있다.
이러한 문제를 해결하기 위해 팔로잉 없이 타임라인 주소를 서버 간에 공유할 수 있도록 릴레이 서버를 사용한다.

## 같이 보기
- 액티비티펍
- OStatus
- RSS
- XMPP

### 페디버스 소프트웨어 통계
- Fediverse Observer – map, statistics, software overview
- FediDB – 페디버스 서버 통계
- Instances.social - Mastodon 서버 통계

### 한국어 페디버스 서버
| 이름                | 주제       | 소프트웨어 | 기능 및 준수 | 기능 및 준수 | 기능 및 준수             |
| 이름                | 주제       | 소프트웨어 | 전문 검색    | 기계 번역    | 서버 규약                |
| ------------------- | ---------- | ---------- | ------------ | ------------ | ------------------------ |
| 마라탕.인생         | 자유       | Mastodon   | ✅           | ?            |                          |
| 무리네트워크        | 자유       | Mastodon   | ✅           | ✅           | Mastodon Server Covenant |
| 버터스콘            | 자유       | Misskey    | ✅           | ?            |                          |
| 슈퍼마-켙           | 자유       | Mastodon   | ✅           | ?            |                          |
| 스모어              | 자유       | Mastodon   | ?            | ?            |                          |
| 스텔라              | 자유       | CherryPick | ?            | ?            |                          |
| 엠네트워크 마스토돈 | 자유       | Mastodon   | ?            | ?            | Mastodon Server Covenant |
| 우리인생            | 자유       | Mastodon   | ?            | ?            | Mastodon Server Covenant |
| 유루툿              | 자유       | Mastodon   | ✅           | ?            | Mastodon Server Covenant |
| 즘                  | 자유       | Mastodon   | ?            | ?            |                          |
| 차돌이              | 자유       | Mastodon   | ?            | ?            | Mastodon Server Covenant |
| 캐츠워즈 콜로세움   | 자유       | Mastodon   | ✅           | ✅           |                          |
| 콘오.펍             | 자유       | Mastodon   | ?            | ?            |                          |
| 키위라피            | 자유       | Misskey    | ✅           | ?            |                          |
| 포인트리스          | 자유       | Mastodon   | ✅           | ✅           | Mastodon Server Covenant |
| 샬레이안인          | 게임       | Mastodon   |              |              |                          |
| 스플래툰            | 게임       | Mastodon   |              |              |                          |
| 알피지 주점         | 게임       | Mastodon   | ?            | ?            |                          |
| 티알피지            | 게임       | Mastodon   | ?            | ?            |                          |
| 파르페              | 게임       | Mastodon   |              |              |                          |
| 갈무리집            | 그래픽     | Pixelfed   | ?            | ❌           | Pixelfed Privacy Pledge  |
| 넷스피어펍          | 독서       | BookWyrm   |              |              |                          |
| 큐돈                | 성소수자   | Mastodon   | ✅           | ✅           | Mastodon Server Covenant |
| 애니워크            | 애니메이션 | Mastodon   | ✅           | ✅           | Mastodon Server Covenant |
| 덕스페이스          | 오타쿠     | Mastodon   | ✅           | ?            |                          |
| 플래닛              | 오타쿠     | Mastodon   | ✅           | ✅           |                          |
| 자커마스            | 자캐커뮤   | Mastodon   | ✅           | ?            |                          |
| 넷스피어 원         | 정보 기술  | Mastodon   | ✅           | ✅           | Mastodon Server Covenant |
| 실리콘숲            | 정보 기술  | Mastodon   | ?            | ?            | Mastodon Server Covenant |
| 커리                | 퍼리       | Mastodon   | ❌           | ❌           | Mastodon Server Covenant |

### 릴레이

#### 한국어 관리자 릴레이
- Interstellar Relay Community